# 下奥特巴赫
下奥特巴赫是德国莱茵兰-普法尔茨州的一个市镇。总面积3.58平方公里，总人口315人，其中男性153人，女性162人（2011年12月31日），人口密度88人/平方公里。